# Newton H. White
Newton Harris White (* 2. September 1860 im Giles County, Tennessee; †  1931) war ein US-amerikanischer Politiker. Zwischen 1901 und 1903 sowie nochmals von 1913 bis 1915 war er als Präsident des Staatssenats faktisch Vizegouverneur des Bundesstaates Tennessee, auch wenn dieses Amt formell erst 1951 eingeführt wurde.

## Werdegang
Newton White besuchte öffentliche Schulen in Pulaski. Später arbeitete er in der Landwirtschaft und im Bankgewerbe. Er war einer der Gründer und Direktoren der Union Bank & Trust Company of Pulaski. Außerdem war er Direktor bei der National Life & Accident Company of Nashville. Politisch schloss er sich der Demokratischen Partei an. Im Jahr 1897 wurde er Mitglied der Eisenbahnkommission seines Staates. Zwei Jahre später war er Abgeordneter im Repräsentantenhaus von Tennessee. Im Jahr 1900 fungierte er für kurze Zeit als kommissarischer State Treasurer.
Von 1901 bis 1903 sowie nochmals von 1913 bis 1915 war er Mitglied und Präsident des Staatssenats. Im Jahr 1913 übernahm er das Amt aber erst nach dem Tod von Nathaniel Baxter im September jenes Jahres. In dieser Eigenschaft war er Stellvertreter der Gouverneure Benton McMillin und Ben W. Hooper. Damit bekleidete er faktisch das Amt eines Vizegouverneurs. Dieser Posten war bzw. ist in den meisten anderen Bundesstaaten verfassungsmäßig verankert; in Tennessee ist das erst seit 1951 der Fall. Im Jahr 1924 nahm White als Delegierter an der Democratic National Convention in New York teil. Er starb im Jahr 1931.